# ’03 Bonnie & Clyde
’03 Bonnie & Clyde ist ein Hip-Hop-/R&B-Lied von Jay-Z, das dieser im Duett mit Beyoncé Knowles aufnahm. Der Song wurde von Kanye West produziert.

## Hintergrund
Der Titel des Liedes bezieht sich auf das Original von 2Pac, wo er über sich selbst und seine Pistole als „’96 Bonnie & Clyde“ spricht. Es enthält Elemente der Lieder Me and My Girlfriend von 2Pac und If I Was Your Girlfriend von Prince.
Das Lied löste einen Konflikt zwischen Jay-Z und Toni Braxton aus, als diese behauptete, es enthalte das gleiche Sample von Tupac Shakurs Song Me and My Girlfriend, das sie in ihrem Lied Me & My Boyfriend auf dem Album More Than a Woman bereits verwendet habe. Produzent Kanye West wies diese Behauptung zurück und gab an, von Braxtons Version nichts gewusst zu haben. Später disste West Toni Braxton im Song A Million von 2005, einen ähnlichen Text hatte das Stück A Million & One Question von Jay-Z.

## Musikvideo
Das Musikvideo wurde unter der Regie von Chris Robinson gedreht. Im Clip ist der amerikanische Schauspieler Lance Reddick als Polizeioffizier zu sehen.
2003 war das Video für den MTV Video Music Award in der Kategorie Bestes Hip-Hop Video nominiert, musste jedoch Missy Elliotts Work It den Vortritt lassen.

## Kommerzieller Erfolg

### Chartplatzierungen
’03 Bonnie & Clyde wurde 2002 als Single veröffentlicht und erreichte Platz 4 in den US-amerikanischen Billboard Hot 100 und wurde Jay-Zs zweite Top-Ten Single und Beyoncés erste. Es erreichte Platz 2 im Vereinigten Königreich und wurde in der Schweiz ein Nummer-eins-Hit, außerdem erreichte der Song in vielen Ländern weltweit Top-Platzierungen. Er ist auf Beyoncés Solo-Debütalbum Dangerously in Love als Bonustrack enthalten.
| ChartsChartplatzierungen       | Höchstplatzierung | Wochen |
| ------------------------------ | ----------------- | ------ |
| Deutschland (GfK)              | 6 (10 Wo.)        | 10     |
| Österreich (Ö3)                | 28 (9 Wo.)        | 9      |
| Schweiz (IFPI)                 | 1 (17 Wo.)        | 17     |
| Vereinigte Staaten (Billboard) | 4 (23 Wo.)        | 23     |
| Vereinigtes Königreich (OCC)   | 2 (14 Wo.)        | 14     |

| ChartsJahrescharts (2003)      | Platzierung |
| ------------------------------ | ----------- |
| Schweiz (IFPI)                 | 50          |
| Vereinigte Staaten (Billboard) | 37          |

### Auszeichnungen für Musikverkäufe
| Land/Region                  | Auszeichnungen für Musikverkäufe (Land/Region, Auszeichnung, Verkäufe) | Verkäufe  |
| ---------------------------- | ---------------------------------------------------------------------- | --------- |
| Australien (ARIA)            | Platin                                                                 | 70.000    |
| Neuseeland (RMNZ)            | Platin                                                                 | 30.000    |
| Vereinigte Staaten (RIAA)    | Platin                                                                 | 1.000.000 |
| Vereinigtes Königreich (BPI) | Platin                                                                 | 600.000   |
| Insgesamt                    | 4× Platin ·                                                            | 1.700.000 |

Hauptartikel: Jay-Z/Auszeichnungen für Musikverkäufe